# Negoziazione integrativa
A differenza della mediazione, modalità di risoluzione dei conflitti in cui le due parti sono rappresentate come portatrici di posizioni divergenti e tra loro escludentisi, la negoziazione integrativa si basa su una visione più complessa delle due parti in gioco.
Secondo quest'ottica, dietro una posizione vi è sempre un "interesse", cioè una motivazione, un bisogno, una ragione di fondo. Tentare di risolvere una eventuale situazione conflittuale tra due posizioni in gioco, comporta allora tentare di far dialogare le due parti attorno ai loro interessi di fondo.
L'incompatibilità e l'irriducibilità delle contraddizioni tra le posizioni iniziali non è detto che si ritrovi anche a livello di interessi, anzi, essi possono rivelarsi complementari. Per fare un esempio: due bambini litigano per un'arancia per poi alla fine scoprire che l'uno era interessato alla buccia perché voleva con essa giocare e l'altro alla polpa perché voleva farsi una spremuta...